# 6488 Drebach
6488 Drebach (1991 GU9) là một tiểu hành tinh vành đai chính được phát hiện ngày 10 tháng 4 năm 1991 bởi Borngen, F. ở Tautenburg.